# بوزما
بوزما یک منطقهٔ مسکونی در لیبی است که در برقه واقع شده‌است.